# Schinopsis brasiliensis
Schinopsis brasiliensis és una espècie d'arbe que té els nos comuns de baraúna o braúna, quebracho, i chamacoco.
És endèmica del Brasil, on es troba a la Caatinga.
Pot fer fins a 12 m d'alt.
La seva fusta és molt dura, la segona en duresa de totes les espècies segons el test de Janka.